# 高容姫
高 容姫（コ・ヨンヒ、朝: 고용희、1952年〈昭和27年〉6月26日 - 2004年〈主体93年〉8月13日）は、朝鮮民主主義人民共和国（以下北朝鮮）の人物。同国の最高指導者であった金正日の愛人の一人であり、金正日からは日本風に「あゆみ（아유미）」と呼ばれ、最も寵愛を受けていたとされる。金正哲・金正恩・金与正の実母である。
長らくその名前は「高英姫(고영희)」として伝えられていたが、2015年に妹（高英淑）の夫がメディアのインタビューで、高英姫(고영희)ではなく「高容姫(고용희)」であると訂正している（日本語表記ではどちらも「ヨンヒ」であるが、朝鮮語の表記・発音は異なる）。

## 人物・略歴
1952年6月26日、大阪市生野区鶴橋にて朝鮮人の父、高京澤 (Ko Gyon-tek, 1913年8月14日-1999年）と母、李孟仁（Lee Maeng-in, 1913年8月3日-?）との間に生まれた在日朝鮮人二世。日本名は高田姫（タカダ ヒメ）。北朝鮮の公式見解では、済州道済州市生まれということになっている。
1962年、9歳のときに両親とともに北朝鮮の咸鏡北道に移住した。その後、平壌芸術大学に入学し、1971年頃には万寿台芸術団に入って舞踊家として活動した。1972年、「功勲俳優」の称号を受けている。1973年7月から9月にかけての万寿台芸術団の日本公演の際には、芸術団の一員として「柳日淑（リュ・イルスク、류일숙）」の芸名で日本を訪問している。日本に向けて出発する団員たちを前に、金正日は以下のように訓戒したという。
高容姫はこのとき「祖国のチンダルレ」や「扇の舞」「牧童と処女」で主役を務め、フィナーレで記念撮影する際は舞台中央に立った。

### 金正日の伴侶に
1970年代半ば、「喜び組」の接待役の1人となった。そこで金正日に見初められて、彼の「3番目の妻」となった。きっかけは金正日の秘密パーティーに参加して、彼の横に座ったことだったという。1977年ごろ、金正日と同居を始め、1981年に金正哲、1984年に金正恩、1988年に金与正をもうけた。2001年に亡命してアメリカに渡った妹の高英淑は、当時、高容姫の子どもたち全員の世話をしていた。高容姫が次期指導者として党と軍で昇進を重ねる金正日の付き添いで多忙をきわめていたからである。なお、高英淑の証言によれば、金正恩は母高容姫が「遊んでばかりいないで勉強しなさい」と叱ると食事をしなかったという。
美しい踊り子から実質的なファースト・レディとなった高容姫は、同時にたいへんな野心家でもあった。彼女は子ども時代の金正恩を「金星大将」と呼んでいた。高容姫と子ども時代の金正恩が一緒に写っている写真には、大将位をあらわす肩に四つ星の軍服を着た、頬の赤い6歳くらいの正恩将軍と、彼の方に身を乗り出している母の姿がみえる。モスクワに長期間滞在し、体調をくずして気分のすぐれない状態がつづいた成蕙琳に対し、高容姫は金正日のそば近くにいて伴侶として寵愛を受けた。「トムとジェリー」「ドナルド・ダック」といったアニメーションが朝鮮語に吹き替えられ、幼い子供たちが視聴する時間帯に突如放送が始まったのは、高容姫が金正日に陰で影響をあたえた結果だともいわれている。

### 勢力づくり
1998年ごろ、高容姫は乳癌の診断を受け、片方の乳房の切除も検討されたが、それにより自身の金正日の伴侶としての地位が危うくなると心配した彼女は、医師たちの助言に抗して切除はせず、抗がん剤治療を選んだ。がん治療に際しては、フランスの医療チームが選ばれ、かれらが平壌に赴くか、あるいは高容姫がフランスへ行くこともあった。なお、成蕙琳と金正日の子である金正男はジュネーヴで、高容姫の3人の子どもたちはそれぞれベルンで教育を受けさせた。
金正男は、2001年、偽造のドミニカ共和国旅券で日本に密入国を試み、失敗して成田空港で身柄を拘束された。それ以前から金正男は平壌で飲み歩いて父より叱責されることが多かったりする不行状が目立ったが、これは金正日に金正男がより自由を与えるよう促し、正男が羽を伸ばして妻以外の女性とも交遊させたところで、最後にははしごをはずすという高容姫の計略だったのではないかとの指摘が近親者からなされた。韓国では、計算高い高容姫がわざと金正男の旅程を日本当局に漏洩したのだとする観測が生まれた。金正男を外す件については、その通りであったとしても、高容姫自身も成蕙琳同様正式な婚姻関係にないことから、彼女の息子たちも非嫡出子であること、彼女が日本生まれであること、妹が亡命したことなど彼女に不利な状況はつづいていた。
亡命した高英淑は、アメリカ当局の取り調べに対し、姉の高容姫は息子の金正哲を後継者にするため、勢力づくりをしていると答えた。その勢力の中心人物が李済剛と金容淳であるという。張成沢・金敬姫夫妻だけがその最大の対抗勢力であり、かれらは金正男の周りに集まった。そうしたときに成田空港での事件が起こったのである。

### 晩年
スイスより帰国した金正恩は、兄正哲の通う金日成軍事総合大学に入学したが、これは、母高容姫の意向を反映したものであった。最高指導者の後継争いで足場を固めるため、彼を士官学校に入れたのである。2002年、金正日が還暦を迎え、成蕙琳がモスクワで死去した。それ以来、北朝鮮のプロパガンダには新しい「国母」が誕生した。朝鮮人民軍はこの年、「親愛なる最高司令官に忠誠を尽くす。尊敬する母上様は、愛国者のなかの愛国者である」と題する16ページから成る小冊子を発行し、そのあたりから、国営放送局ではしばしば「尊敬する母上様」と題する歌を流すようになった。
2003年、彼女は乳癌を再発した。そして2004年の夏、パリのジョルジュ・ポンピドゥー欧州病院で乳癌により死去した。遺体は、豪華な棺に入れられて特別機で北朝鮮まで搬送された。北朝鮮政府は国交のないフランスでの「国母」の死亡に困惑した。当時の韓国政府が、遺体収拾と平壌への輸送を助けたことが報道されている。
容姫の訃報に接し、夫である金正日は泣き崩れたといわれる。高容姫は死の直前、実子である金正哲と金正恩を金正日の個人秘書だった金玉に託したといわれている。金玉は当初、正哲・正恩の乳母だったといわれており、容姫の大学の後輩にあたる。なお、金玉自身も金正日の子を産んでいる。

### 偶像崇拝とその中止
2002年頃から、金正日は後継と見なしていた金正恩の生母である「共和国の敬愛なる母」として偶像化を推進した。高容姫崇拝の高まりと金正哲後継者説の浮上は軌を一にしたものであり、その中心にいたのは李済剛グループであったが、軍内部にはかれらに協力する幹部も存在していた。しかし、父親が大日本帝国陸軍管轄の軍需工場の幹部として働いていたことが朝鮮総連を通じて北朝鮮国内に知れ渡ることが危惧されたため中断されたのだという。ただし、彼女が僑胞（在日朝鮮人）であることの瑕疵を覆い隠すためには、彼女はどうあっても「革命家」「愛国者」でなくてはならない事情があったことも確かである。
2024年6月、同年3月頃から朝鮮労働党中央委員会が高容姫に関する記録映画や写真、書籍、絵画などを破棄するように指示したとラヂオ・フリー・アジア（RFA）が報じた。同委員会は破棄指示の理由について明らかにしていないが、RFAは高の出自（在日朝鮮人）が関係していると推測している。

### その他
- 娘の金与正も子どもの頃から踊りが好きで、バレエを習っていた。
- 好きな歌はシム・スボンの「男は船、女は港」「その時その人」[1]。
- 高容姫を指す花としてクロフネツツジが使われている。金正恩の母親として偶像化を図る際にも使われている[24]。
- 2001年に金一族お抱えの料理人藤本健二が北朝鮮から脱出する際、便宜を図ったとされる。2012年6月30日放送のJNN系の報道番組『報道特集』で、高容姫の肉声が流れた際、藤本が涙ながらに、このことを証言している。

### 家族
- 長男:金正哲 - 金正日の次男
- 次男:金正恩 - 金正日の三男
- 長女:金与正 - 金正日の第7子

## 出自
すでに2006年に韓国の国家情報院は公式に「高春行説」を否定していたが、日本では、英姫が高太文の娘「高春行」であるという説が検証されることなく通説とされていた。しかし2011年、デイリーNKの高英起（現在はデイリーNKジャパン編集長）が、日本の公式記録や北朝鮮の公式資料を基に、詳細に調査して「週刊文春」にスクープ記事を発表すると、この記事をきっかけに日本でも「高春行」説は見直され、「高ヨンジャ」説が有力とされるようになった。その後の、高英起やデイリーNKの綿密な取材に基づいた続報によって「高英姫＝高ヨンジャ説」が立証されて現在に至る。

### 高ヨンジャ説
英姫の日本での登録名は高姫勲（コ・フィフン、朝: 고희훈、Ko Hŭihun / Go Huihun）で、後に改名した高ヨンジャであるとする現在の説。
デイリーNKによると、彼女は1952年6月26日生まれで、父親は現在の済州市朝天邑出身、済州高氏の高京澤（1913年生誕〜1999年死亡）で、母親は李孟仁。
高京澤の父高永玉は朝鮮王朝に仕える下級文官（正九品下・従仕郎）、つまり事務方の雑務を行う最下級の官職であったが、当時、経済水準の低かった済州島において比較的裕福な暮らしができたという。
京澤は、1929年に日本に渡り、大阪の廣田裁工所に勤務。廣田裁工所は民間のカッターシャツなどを製造していたが、1938年に陸軍管轄となり軍需被服や天幕を製造していた。京澤の勤務期間や役職は不明だが、上級管理職を務めていたと考えられている。戦後、密航船を運営していたが逮捕され、1962年10月に強制退去となり第99次帰還船で北朝鮮に帰国した。北朝鮮では咸鏡北道にあるミョンガン化学工場の労働者として働いていたという。
家族には、金策工業大学に通う長男、商業高校を卒業し販売員となった長女、高等中学校を卒業した次男、咸興薬学大学に通う三女ヨンスクがいる。高ヨンジャは次女で、朝鮮では名前をヨンヒに変え、無料で奨学金まで受けながら音楽舞踊大を卒業し、「功勲俳優」となり、「金日成主席の配慮によって国家授勲の栄誉をにない、表彰までされた」という。「ヨンヒ」に改名したのは、「ヨンジャ」が日帝残滓とみなされる「子」の付いた日本風の女性名だったからではないかと考えられる。妹のヨンスクは、2001年10月アメリカに亡命した高英淑と符合する。
デイリーNKは、「高英姫」のハングル表記が「고용희」であり、「英（）」の部分がそれまで一般的に使用されていた「英（영：ヨン）」ではない可能性が高いと2012年から指摘していたが、同年6月前後に明らかになった彼女の墓標には「고용희」と記されていることが判明し、「英」でないことも立証された。なお、当時の北朝鮮では漢字を使用していなかったため、漢字名は長らく不明とされたが、高英起は「踊る姫」をイメージして「踊姫（용희）」の可能性があると主張していた。今日では、高英淑の夫により正しくは「高容姫」であると訂正されている。

#### 高ヨンジャの家族構成
- 父: 高京澤（）（1913年8月14日生 - 1999年死去）※強制退去により1962年北朝鮮へ帰国
- 母: 李孟仁（1913年8月3日生）※渡朝前に梁明女から改名
  - 姉: ?
  - 兄: 高相勲（）（1951年2月12日生）※北朝鮮では高ドンフンに改名
  - 弟: ?
  - 妹: 高恵勲（）（日本名：高田恵美　1955年1月17日生）※米国に亡命した高ヨンスク[32]

なお、李孟仁は実は日本人女性であるとする説があり、もし、そうだとすると、金正哲・金正恩・金与正の3人には日本人の血が混じる（いわゆるクォーター）ということになる。

### 旧・高春行説
英姫の本名は高春行（コ・チュネン〈チュンヘン〉、朝: 고춘행、Ko Ch'unhaeng / Go Chunhaeng）で、1950年3月11日に生まれ、本貫は済州高氏とした説。日本ではそれまで通説となっていた。しかし、デイリーNKの高英起は、春行の生年月日（1950年3月11日）が、英姫とはまったくちがうことを日本の公式資料から明らかにした。さらに春行が同じ帰国者男性と結婚して2人の子どもがいる記事が、北朝鮮公式メディアに2度にわたって掲載されていることを突き止めた。これによって、春行と英姫は別人であることが立証された。
春行は、日本の大阪市生野区鶴橋のコリア・タウンで生まれた。家は父と母親、兄と2人の弟、妹の7人家族だった。北鶴橋小学校在学中の1961年11歳の時、5月に家族全員とともに北朝鮮に渡った。父の高太文は北朝鮮国内で柔道の指導者となり、同国の柔道の発展に力を尽くした。2006年、春行は平壌において『柔道愛国者』という手記を発行している。
毎日新聞編集委員の鈴木琢磨は、『金正日と高英姫』のなかで「高春行こそ高英姫」であるとしていたが、高英起による新説が発表されると「特集ワイド：北朝鮮後継者・金正恩氏の母の軌跡朝鮮画報に定説覆す情報」（「毎日新聞」夕刊2011年6月23日号記事）のなかで「高ヨンジャこそ高英姫」だとして自説を撤回している。

#### 高春行の家族構成
- 父: 高太文（） - 柔道家、プロレスラー
- 母: ?
  - 兄: 高勝恩（） - 北朝鮮国家体育委員会柔道指導員
  - 弟: 高勝方（） - 平壌演劇映画大学映画技術教員
  - 弟: 高勝海（）
  - 妹: 高淑煕（）